# Leioproctus pappus
Leioproctus pappus là một loài Hymenoptera trong họ Colletidae. Loài này được Houston mô tả khoa học năm 1989.

## Hình ảnh

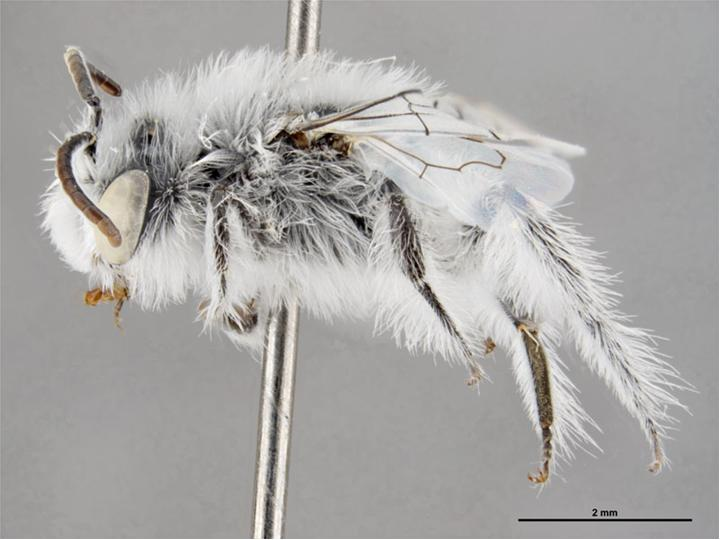